# Carla Diaz
Carla Carolina Moreira Diaz (São Paulo, Brazil - 28. studenoga 1990.) brazilska je glumica. Ostvarila je brojne uloge kako u telenovelama tako i u kazalištu. Sudjelovala je i u nekim televizijskim reklamama.

## Filmografija

### Televizijske uloge
| Godina        | Naslov                   | Uloga               |
| ------------- | ------------------------ | ------------------- |
| 2017.         | A Força do Querer        | Carine de Sá        |
| 2011.         | Rebelde                  | Marcia Luz          |
| 2009.         | Promessas de amor        | Juno Fischer Matoso |
| 2008.         | Casos e Acasos           | Val                 |
| 2007.         | Sete Pecados             | Gina                |
| 2003.         | A Casa das Sete Mulheres | Angélica            |
| 2001.         | Klon                     | Khadija Rachid      |
| 2000.         | Laços de Família         | Raquel              |
| 1997. – 1999. | Chiquititas Brasil       | Maria               |
| 1997.         | O Amor Está no Ar        | Mlada Luísa         |
| 1996.         | Colégio Brasil           | Tininha             |
| 1995.         | Super Colosso            | -                   |
| 1994.         | Éramos Seis              | Eliana              |

### Kazališne uloge
| Godina | Naslov                 | Uloga   |
| ------ | ---------------------- | ------- |
| 2004.  | João e Maria           | Maria   |
| 2004.  | The Wizard of Oz       | Dorothy |
| 2002.  | O Rapto das Cebolinhas | Lúcia   |